# MR-123
MR-123 Kroton R – polska przeciwdenna mina przeciwpancerna. 
Miny MR-123 są przeznaczoną do stawiania ręcznego wersją min narzutowych MN-123. Wewnątrz miny znajdują się ładunek kumulacyjny i niekontaktowy zapalnik. Początkowo planowano wyposażenie miny w zapalnik programowany elektronicznie (podobny do zastosowanego w MN-123), ale ostatecznie mina została zaopatrzona w zapalnik programowany przy pomocy mechanicznych przełączników umieszczonych z boku miny.
Mina jest odporna na rozminowanie przy użyciu ładunków wybuchowych oraz urządzeń elektro-magnetycznych. Może być ustawiona jako nieusuwalna. Spełniając wymagania Konwencji CCW mina jest wyposażona w mechanizm samoneutralizacji oraz samolikwidacji. 
Producent wytwarza też miny ćwiczebne (MR-123/C), mające zamiast ładunku kumulacyjnego kostkę dymną oraz makiety min (MR-123/O).